# Snaptube
Snaptube es una aplicación gratuita de Android que descarga videos, audio y también funciona como un agregador de redes sociales. Proporciona resoluciones de video en un rango de 144p, 240p, 360p, 480p SD, 720p HD, 1080p FHD, 2K QHD, 4K UHD y formatos de audio en MP3 y M4A. Se pueden buscar contenido en todas sus plataformas (YouTube, Facebook, Instagram, TikTok) sin utilizar numerosas aplicaciones. Desde junio de 2020, más de 100 millones de usuarios utilizan la aplicación.
En 2019, Upstream advirtió que los usuarios reciben anuncios invisibles sin su conocimiento que se ejecutan silenciosamente en el dispositivo, lo que permite que el fabricante de la aplicación genere ingresos publicitarios a expensas de consumir los datos móviles y la energía de la batería del usuario. Según Upstream, su plataforma Secure-D detectó y bloqueó «más de 70 millones de solicitudes de transacciones móviles sospechosas» de las instalaciones de SnapTube en 4,4 millones de dispositivos.
Después de que Google retiró la aplicación de Play Store, Snaptube culpó a un kit de desarrollo de software de terceros llamado Mango SDK, y el desarrollador afirmó haber eliminado el SDK ofensivo. La compañía tomó medidas inmediatas y lanzó una actualización que eliminó Mango SDK de las versiones posteriores.
Mango también fue encontrado en otras aplicaciones por comportamientos de fraude. Según Upstream, este SDK de terceros descarga componentes adicionales de un servidor central para participar en esta actividad publicitaria fraudulenta y utiliza cadenas de redirección y ofuscación para ocultar su actividad.